# …din längtans blå anemone
…din längtans blå anemone är den svenske bluesmusikern Rolf Wikströms sextonde studioalbum som soloartist, utgivet på skivbolaget MNW 1996. På skivan tolkar han texter av Nils Ferlin.

## Låtlista
Alla texter är skrivna av Nils Ferlin. Där inte annat anges är musiken skriven av Rolf Wikström.
1. "Över tusen hav" – 2:39
2. "Kärleksvisa" – 3:42 (musik: Peter LeMarc)
3. "En gång" – 4:01
4. "Till en gammal bekant" – 5:41
5. "På Arendorffs tid (kuplett) – 4:45 (musik: Nils Ferlin)
6. "En ökenblomma" – 4:27
7. "B-rr (en inneboende)" – 4:15
8. "Olust" – 2:19
9. "När skönheten kom till byn" – 5:31 (musik: Lille Bror Söderlundh)
10. "Vid diktens port" – 4:32
11. "Poeterna har sagt" – 4:00
12. "Bocka, Bocka, Plocka" – 4:57
13. "Precis som förut" – 2:07
14. "En valsmelodi" – 4:39

## Medverkande
- Maria Blom – sång (3, 4, 6, 10, 12)
- Peter Dahl – mastering
- Björn Engelmann – mastering
- Ebba Forsberg – sång (3, 4, 6, 10, 12, 13)
- Christer Jansson – trummor & slagverk (1, 3–7, 9–14)
- Anna-Lotta Larsson – sång (2)
- Peter LeMarc – sång (2, 3, 6, 9–12)
- Sven Lindvall – bas (1, 3–7, 9, 14)
- Niklas Medin – stråkar (1–7, 9–14)
- Kalle Moraeus – fiol (5, 14)
- Mats Ronander – munspel (4–7, 9, 12, 14)
- Åke Sundqvist – trummor & slagverk (2)
- Tony Thorén – bas (2), producent, inspelning
- Rolf Wikström – sång, gitarr
- Dave Wilczewski – barytonsaxofon (4, 10, 13), tenorsaxofon (4, 10, 13)

## Listplaceringar
| Lista (1996) | Topplacering |
| ------------ | ------------ |
| Sverige      | 12           |